# Німецький лангхар
Німецький лангхар (анг. Deutsch langhaar) — мисливський собака, який, згідно з класифікацією, належить до 7 групи МКФ.

## Історія породи
Батьківщиною породи є Німеччина. В 1877 році були відзначені перші характерні ознаки породи, однак, чистопорідних собак почали розводити тільки в 1879 році. На самому початку німецький довгошерстий лягавий собака був потужним, міцно збитим, схожим на ведмедя собакою, що вирізнявся різкою і твердою вдачею, але в 1920-х роках породу стали схрещувати з ірландським сетером та ґордон сетером — таким чином собаки придбали більш елегантну і витончену зовнішність.

## Зовнішній вигляд

### Висота в холці
- Пси — 60-70 см, ідеально — 63-66 см
- Суки — 58-66 см, ідеально — 60-63 см

### Вага
- Пси та суки — близько 30 кг.

### Забарвлення
Забарвлення собаки зазвичай суцільне: світло-коричневе або кольору опалого листя. Також коричневий з мітками (білими або з сивиною); темна або світла сивина, при цьому голова і плями коричневі; форелевий плямистий (безліч невеликих коричневих плям на білому тлі).

## Характер
Німецький лангхар досить легко піддається дресируванню, слухняний, це спокійний собака з урівноваженим і стриманим темпераментом, без ознак агресивності. Потребує тривалих прогулянок.